# Grande-Synthe
Grande-Synthe é uma comuna francesa na região administrativa de Altos da França, no departamento do Norte. Estende-se por uma área de 21.44 km². Em 2010 a comuna tinha 22 986 habitantes (densidade: 1 072,1 hab./km²).